# Liman (Schiff)
Die Liman (russisch Лиман) war ein russisches Aufklärungsschiff der Moma-Klasse (Projekt 861M), das am 27. April 2017 im Schwarzen Meer nach einer Kollision sank.
Sie wurde 1970 bei Stocznia Północna in Danzig als hydrographisches Vermessungsschiff gebaut und 1989 für die sowjetische Kriegsmarine zum Aufklärungsschiff umgebaut. Sie gehörte zur Schwarzmeerflotte.
1999 erregte die Liman internationales Aufsehen, als sie in die Adria entsandt wurde, um NATO-Operationen gegen Jugoslawien zu überwachen.

## Untergang

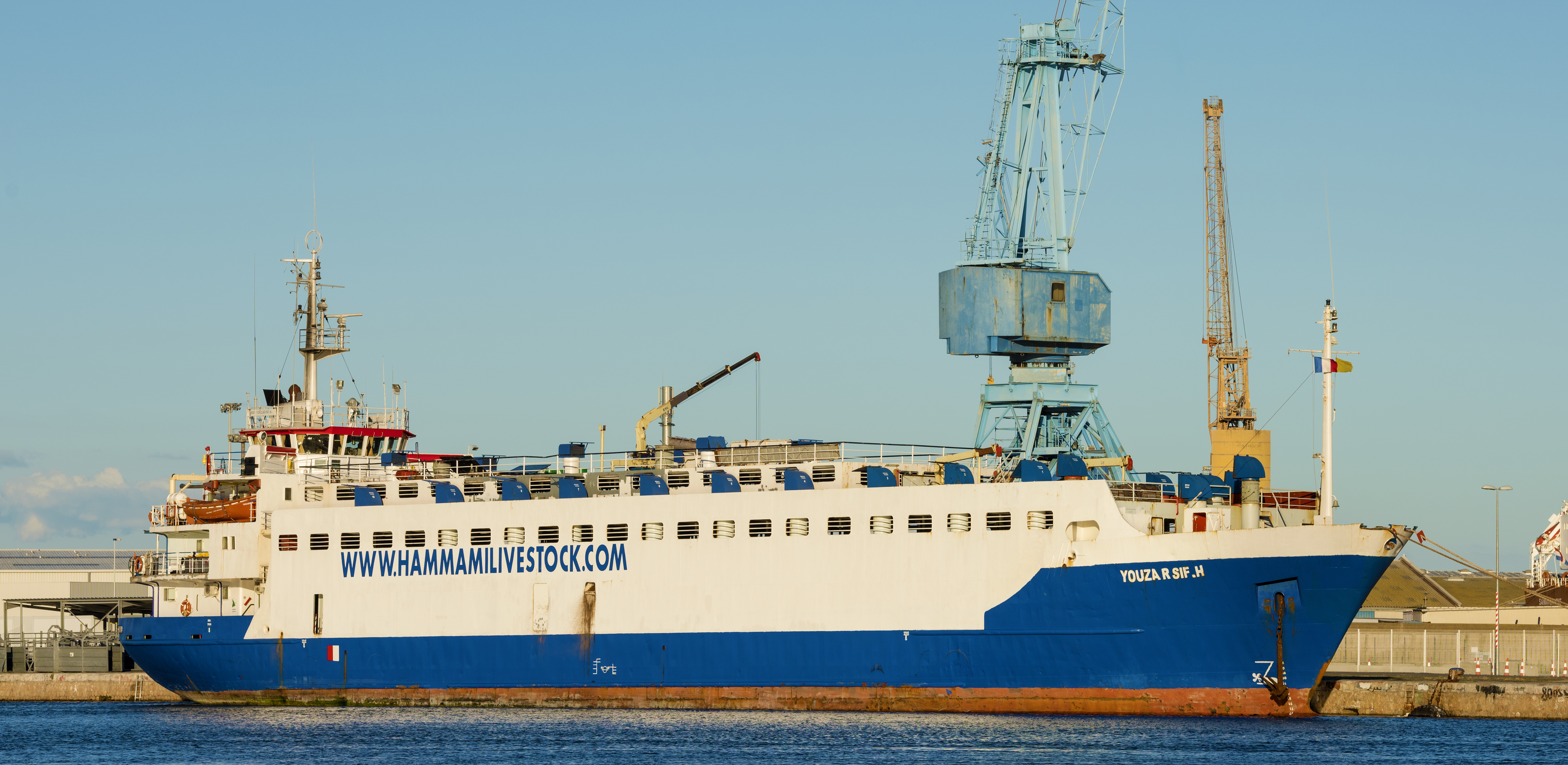
Die Youzarsif H (2015)

Am 27. April 2017 kollidierte die Liman um 11.45 Uhr Ortszeit im Schwarzen Meer nordwestlich des Bosporus in dichtem Nebel mit dem unter togolesischer Flagge fahrenden 2334 BRZ großen Viehtransporter Youzarsif H. Die Youzarsif H war ursprünglich am 26. Januar 1977 als Frachtschiff des Sietas Typs 81 mit dem Namen Jan Kahrs von der Hamburger Norderwerft abgeliefert worden. Nach mehreren Verkäufen wurde das Schiff 2013 zum Viehtransporter umgebaut und danach mit 2334 BRZ und einer Tragfähigkeit von 2103 tdw neu vermessen. Eigner ist die 2000 gegründete, in Tripoli (Libanon) beheimatete Viehtransportreederei Hammami Livestock. Zum Zeitpunkt der Kollision war sie mit einer Ladung von 8800 Schafen von Constanța in Rumänien nach Akaba in Jordanien unterwegs.
Die Liman sank um 14.48 Uhr Ortszeit. Die Untergangsstelle liegt 18 Seemeilen nördlich von Kilyos (41° 31′ 21,7″ N, 28° 52′ 10,8″ O). Die gesamte 78-köpfige Besatzung wurde durch die türkische Küstenwache (63 Personen) und die Youzarsif H (15 Personen) gerettet.
Zum Zeitpunkt der Kollision sollte die Liman das NATO-Manöver „Sea Shield“ im Schwarzen Meer überwachen.